# Bonnie Prince Charlie (filme)
Bonnie Prince Charlie é um filme de drama biográfico britânico de 1923, dirigido por Charles Calvert e estrelado por Ivor Novello, Gladys Cooper e Hugh Miller. É agora um filme perdido.

## Elenco

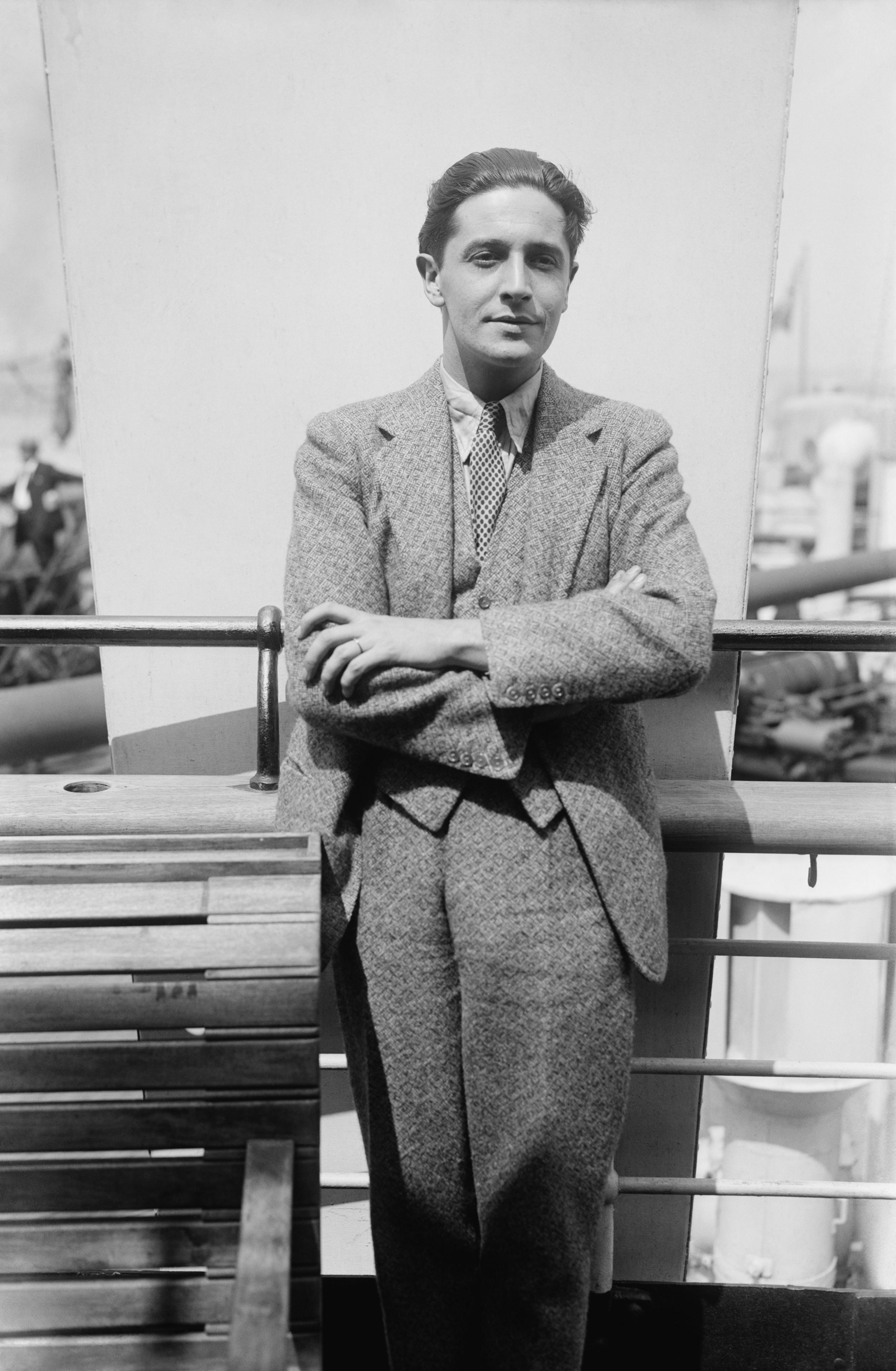
Ivor Novello

- Ivor Novello como Carlos Eduardo Stuart
- Gladys Cooper como Flora MacDonald
- A.B. Imeson como Duque de Cumberland
- Hugh Miller como Robert Fraser
- Sydney Seaward como Neal McEachinn
- Benson Kleve como Donald MacPherson
- Adeline Hayden Coffin como Lady Clanronald
- Arthur Wontner como Lord Kingsburgh
- Nancy Price como Lady Kingsburgh
- Lewis Gilbert como Charles II
- A. Bromley Davenport como Sir John Cope
- Mollita Davies como Betty Burke
- Robert Laing como MacDonald
- Robert W. Laing como MacKintosh